# جوديث نابكوبا
جوديث نالولي ناباكوبا (بالإنجليزية: Judith Nalule Nabakooba)‏( 28 أكتوبر 1977) هي سياسية أوغندية وشرطية سابقة. وهي حاليًا وزيرة تكنولوجيا المعلومات والاتصالات في مجلس وزراء أوغندا. وقد وُظفت في هذا المنصب في 14 كانون الأول/ديسمبر 2019.

## التعليم
التحقت جوديث ناباكوبا بمدرسة نديجي الثانوية، في مقاطعة لوويرو، وحصلت على كل من شهادة التعليم في عام 1994، وشهادة التعليم المتقدمة في عام 1997. قُبلت جوديث في جامعة ماكيريري، وهي أكبر وأقدم جامعة عامة في أوغندا، وتخرجت بدرجة البكالوريوس في الاتصال الجماهيري في عام 2002. ثم حصلت على درجة الماجستير في حقوق الإنسان من جامعة ماكيريري.
كما حصلت على دبلوم في إدارة القيادة الاستراتيجية، من معهد الإدارة المعتمد، في المملكة المتحدة، في عام 2010. وبالإضافة إلى ذلك، فهي حاصلة على 2 دبلوم، أحدهما دبلوم دراسات عليا في الإدارة والآخر دبلوم دراسات عليا في الرصد والتقييم، وكلاهما من معهد الإدارة الأوغندي، في عامي 2012 و 2013 على التوالي.

## الحياة العملية
عملت جوديث ناباكوبا في قوة الشرطة الأوغندية من عام 2004 حتى عام 2015. وشغلت مناصب مختلفة، بما في ذلك منصب المتحدث باسم الشرطة، من عام 2011 حتى عام 2015. ومن بين المسؤوليات الأخرى خلال تلك الفترة، منصب سكرتير جمعية الادخار والائتمان التعاونية المحدودة، ومجتمع الادخار والائتمان التعاوني لموظفي شرطة أوغندا وأسرهم. تركت العمل السياسي النشط في يونيه 2015 
اُنتخبت ناباكوبا ممثلة للمرأة في مقاطعة ميتيانا في تذكرة الحزب السياسي الحاكم لحركة المقاومة الوطنية عام 2016. وأثناء فترة ولايتها، واجهت انتقادات وتهديدات بشأن موقفها من مشروع قانون الحد الأدنى لسن البرلمان، كما واجهت انتقادات بشأن تأخر تقديم تقرير كاسيسي.
وفي تعديل وزاري في 14 ديسمبر 2019 عُيّنت نابيكوبا وزيرة اًللإعلام وتكنولوجيا المعلومات والاتصالات، ليحلت محل فرانك توموباز، الذي عُين وزيراً للعمل والشؤون الاجتماعية وخدمات الشباب والتنمية الاجتماعية.

## أخرى
ترأس حاليًا اللجنة البرلمانية الأوغندية للدفاع والشؤون الداخلية وهي عضو في كل من لجنة الأعمال البرلمانية واللجنة البرلمانية للجان وسلطات الدولة والشركات الحكومية. تنتمي إلى حركة المقاومة الوطنية الحاكمة.